# Anaitz Arbilla Zabala
Anaitz Arbilla Zabala (Pamplona, Navarra, 15 de maig de 1987) és un futbolista navarrès, que juga com a defensa, actualment a la SD Eibar.
És un jugador polivalent, ja que pot jugar en les 4 posicions defensives (tot i que la seva posició natural és la de lateral dret).

## Carrera esportiva
Nascut a Pamplona, Navarra, Arbilla va començar la seva carrera sènior el 2004 amb el CD Basconia, l'equip filial de l'Athletic Club. Dos anys més tard va ascendir a l'Athletic de Bilbao B, a la Segona Divisió B, i, després de dues temporades, va fitxar per un altre club del País Basc i d'aquell nivell, el Barakaldo CF.
Arbilla es va traslladar al Polideportivo Ejido (també de Segona B) per a la campanya 2009–10. L'any següent va tenir la seva primera experiència a la Segona Divisió, en fitxar per la UD Salamanca i va jugar com a titular en 29 partits de lliga, en què l'equip de Castella i Lleó finalment va patir el descens.
A finals d'agost de 2011, Arbilla va fitxar per un altre equip de la segona divisió, l'Hèrcules CF, per 200.000 €. Va arribar a un equip de La Liga el gener de 2013, després d'arribar com a agent lliure al Rayo Vallecano.
Arbilla va debutar a la primera categoria espanyola el 10 de febrer de 2013, jugant els 90 minuts complets en una victòria per 2-1 a casa contra l'Atlètic de Madrid. Va ser titular en vuit dels seus 11 partits, i el club de les afores de Madrid va aconseguir finalment mantenir la categoria a la Primera divisió espanyola de futbol 2012-13.
Arbilla va marcar el seu primer gol amb el Rayo i a la màxima divisió el 8 de febrer de 2014, el segon del seu equip en una victòria per 4-1 contra el Màlaga CF també al Campo de Fútbol de Vallecas.
Al maig de 2014 va fitxar per a la temporada 2014-2015 del RCD Espanyol de la Primera Divisió.
El 30 d'agost de 2016 l'Espanyol va confirmar el traspàs del navarrès a la SD Eibar. L'equip blanc-i-blau cobrà 700.000 euros per l'operació, una xifra que pot augmentar al milió d'euros en funció del rendiment esportiu del jugador a l'Eibar.